# 兹德涅克·佩茨卡
兹德涅克·佩茨卡（捷克語：Zdeněk Pecka，1954年2月6日—2024年1月30日），捷克男子赛艇运动员。他曾代表捷克斯洛伐克参加1976年和1980年夏季奥林匹克运动会赛艇比赛，获得二枚铜牌。